# Phymaturus bibronii
Phymaturus bibronii — вид ігуаноподібних ящірок родини Liolaemidae. Ендемік Чилі. Вид названий на честь французького зоолога Габріеля Біброна.

## Поширення і екологія
Phymaturus bibronii відомі з кількох місцевостей, розташованих в Андах на сході регіону Кокімбо. Вони живуть на високогірних луках. Зустрічаються на висоті понад 3000 м над рівнем моря. 

## Збереження
МСОП класифікує цей вид як такий, що перебуває під загрозою зникнення. Phymaturus bibronii загрожує знищення природного середовища.